# Bonviso Bonvisi
Bonviso Bonvisi (ur. 7 lipca 1551 w Lukce, zm. 1 września 1603 w Bari) – włoski kardynał.

## Życiorys
Urodził się 7 lipca 1551 roku w Lukce, jako syn Benedeta Bonvisiego. Był referendarzem Trybunału Obojga Sygnatur oraz klerykiem, a później audytorem Kamery Apostolskiej. 3 marca 1599 roku został kreowany kardynałem diakonem i otrzymał diakonię Santi Vito, Modesto e Crescenzia. 5 lipca tego samego roku został podniesiony do rangi kardynała prezbitera i otrzymał kościół tytularny San Biagio dell’Anello. 18 marca 1602 roku został wybrany arcybiskupem Bari, a 21 kwietnia przyjął sakrę. Zmarł 1 września 1603 roku w Bari.